# Anelpistus americanus
Anelpistus americanus är en skalbaggsart som beskrevs av Horn 1870. Anelpistus americanus ingår i släktet Anelpistus och familjen dubbelklobaggar. Inga underarter finns listade i Catalogue of Life.